# 畠山義唯
畠山 義唯（はたけやま よしただ）は、戦国時代後期から江戸時代にかけての武将。

## 概要
義唯は畠山民部大輔政直の子で、畠山高政の子である美濃守政慶（民部少輔政宣とも）の養子となった。慶長19年（1614年）と翌年の大坂の陣では高野山の命によって徳川家康方にも豊臣秀頼方にも与せず、高野山寺領を保護した。戦後はその功績によって高野山から「諸寺諸役免除」を与えられている。その後、紀伊国有田郡志賀野荘松瀬村の柳沢権守の養子となり、松瀬・東野・垣内の三村を領有し、子孫は帰農して柳沢氏を名乗った。